# 恙蟎山 (阿拉巴馬州)
恙蟎山（英語：Chigger Hill）是一個位於美國阿拉巴馬州迪卡爾布縣的非建制地區。該地的面積和人口皆未知。

## 地理
恙蟎山的座標為34°23′51″N 86°00′59″W / 34.3975°N 86.01638°W，而該地最高點為海拔高度342米（即1122英尺）。